# Christopher Lloyd (guionista)
Christopher Lloyd es un escritor y productor de series estadounidense. Lloyd es el productor y cocreador de la serie Modern Family, la cual produce junto a Steven Levitan. Previamente a eso, tiene una extensa carrera en muchas series, incluyendo Frasier. Ha ganado 12 Premios Primetime Emmy por su trabajo en Frasier y Modern Family.

## Carrera
Empezó escribiendo series con las primeras 4 temporadas de The Golden Girls. Participó en la comedia con Wings, y luego Frasier. Mientras era el productor ejecutivo, Frasier ganó el Premio Primetime Emmy en comedias de humor por 5 años consecutivos. Abandonó Frasier luego de la séptima temporada, regresando en la temporada final.

## Vida personal
Lloyd es hijo de Arline y el escritor de Comedia de situación David Lloyd. Desde 1995 se encuentra casado con la actriz y cantante Arleen Sorkin, con quien tiene 2 hijos , Eli and Owen. Lloyd es graduado de la universidad de Yale.